# Mesocentrotus
Mesocentrotus is een geslacht van zee-egels uit de familie Strongylocentrotidae.

## Soorten
- Mesocentrotus franciscanus (A. Agassiz, 1863)
- Mesocentrotus nudus (A. Agassiz, 1864)

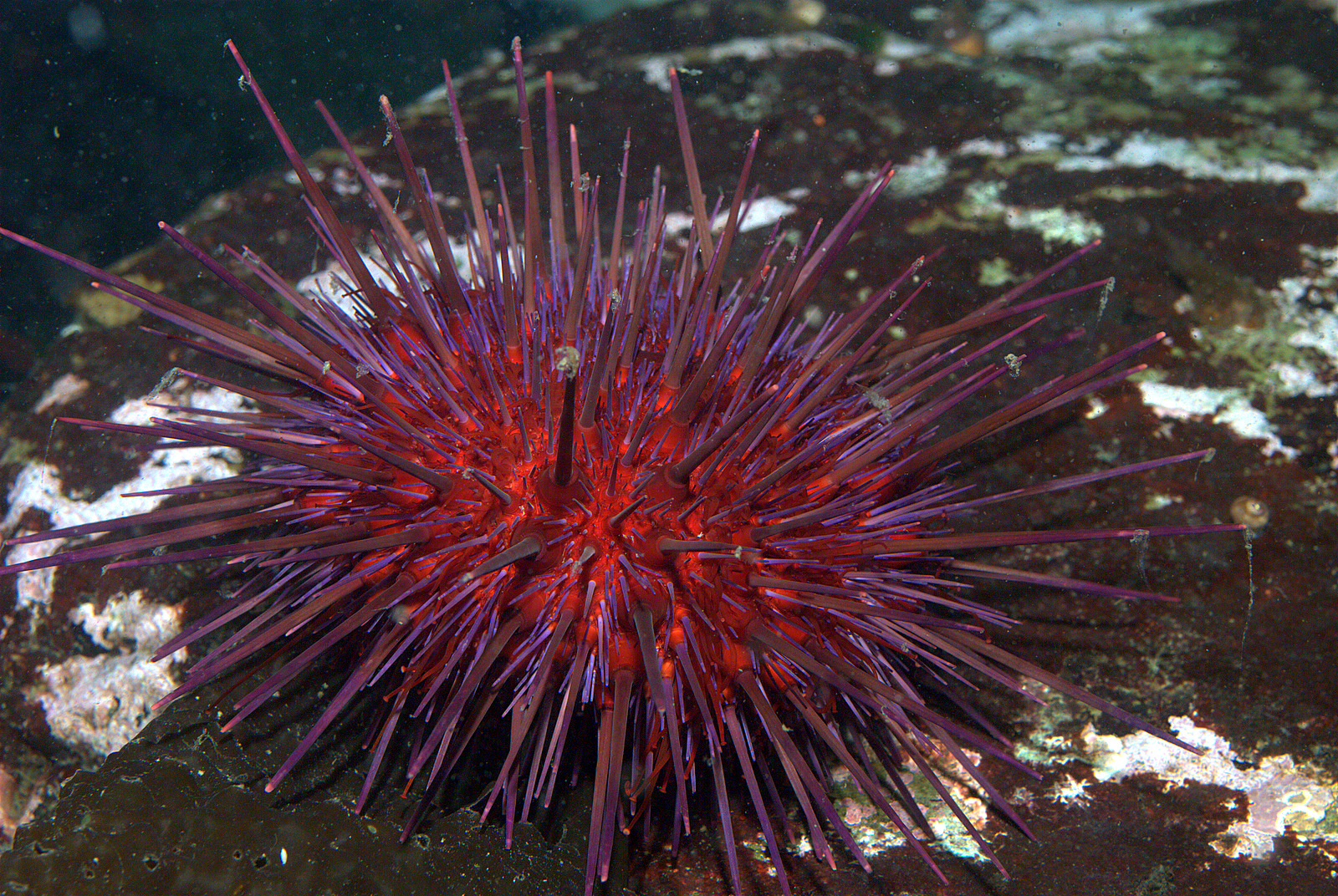
Mesocentrotus franciscanus